# Miroslav Matušovič
Miroslav Matušovič (ur. 2 listopada 1980 w Ostrawie) – czeski piłkarz grający na pozycji pomocnika.
Ofensywny pomocnik swoją obiecującą karierę rozpoczynał w Baníku Havířov, a następnie grał w Ostrawie a konkretnie w miejscowym Baníku. W sezonie 2003/2004 bardzo przyczynił się do zdobycia niespodziewanego tytułu mistrza Czech. Był bliski wyjazdu na Euro 2004, ale w ostatecznym rachunku nie znalazł się w kadrze na ten turniej. Po sezonie 2004/2005 został sprzedany do Sparty Praga. Grał również na Cyprze, w Apollonie Limassol.